# Микола Зосима
Микола Зосима (грец. Νικόλαος Ζωσιμάς; Яніна, 1759 — Ніжин, лютий 1842) — грецький купець і народний благодійник.

## Життєпис
Він народився в Яніні в 1759 році. Його батьків звали Панайотіс і Маргарита, з роду Цукала з Яніни. Його старшими братами були Іоанніс, Анастасій і Феодосій, а молодшими — близнюки Зой і Михайло. Вони стали відомі під загальною назвою Зосими.
Він навчився грамоти на батьківщині.
У віці неповних і двадцяти років він покинув поневолену батьківщину і вирушив з Феодосієм і Михайлом до Ліворно в Італії торгувати. Він пробув там недовго, оскільки передчасна смерть його брата Іоанна в 1771 році, який оселився в Ніжині, Геьманщина, змусила його покинути Італію та виїхати до України. У цьому місті процвітала важлива грецька торгова спільнота, яка отримала привілеї та звільнення від податків від імператриці Катерини II.
Приїхавши до Ніжина, він взяв двох своїх братів Анастасія і Зоя, а сам оселився в Москві, торговому центрі Росії. Там він займався торгівлею вовняним одягом, тютюном, солоною рибою та іншими продуктами з таким успіхом, що багатство братів Зосимів можна було виміряти лише мільйонами. У 1799 році брати фінансували видання кількох книг. Велика сума була спрямована на «Еллінську бібліотеку» Адамантіоса Кораїса, з яким Микола листувався.
В Яніні брати виділили непомірні кошти на будівництво притулку для бідних, сиротинця та школи.
Микола був посвячений у Філікі Етерія і познайомився з Іоанном Каподістрією, міністром закордонних справ царя Олександра I. Він пожертвував на користь батьківщини велику колекцію церковних та інших книг, багату колекцію монет. Він фінансово підтримував боротьбу, як у Молдові, так і в Греції.
Після смерті брата Анастасія добудував Церкву Костянтина та Олени на території Троїцького кладовища Ніжина (Грецька ділянка).
1828 року, після смерті Зоя, була виділена сума грошей на будівництво школи Зосимів, школи, яка була центром освітньої діяльності в ширшому регіоні. Їхні переваги включають створення Нумізматичного музею в Афінах із пожертвуванням їх особистої колекції давньогрецьких і римських монет і будівництво дитячого будинку на Патмосі. Микола був одним із перших важливих акціонерів і вкладників Національного банку (1841) заснованого його співвітчизником Георгіосом Ставросом.
Помер у лютому 1842 року в Російські йімперії у віці 83 років. Не одружувався, дітей не мав. Він був останнім із шести братів, що залишилися в живих. У своєму заповіті він запропонував гроші на заснування лікарні та будинку престарілих в Яніні, на виплату боргів і звільнення тих, хто був ув'язнений за борги, на оплату шкільних вчителів, заснування бібліотек і безкоштовне харчування та забезпечення книги малозабезпеченим учням.

### Родина
Батько — Хатзі-Панайот Зосима.
Брати — Іоанн, Михайло, Феодосій, Анастасій (?-1819), Зой; сестри — Олександра, Зоїця, Ангеліка.

## Реферали
1. ↑  βλ. Γούδας, Βίοι Παράλληλοι: Συνήθως ο πατέρας τους μνημονεύεται ως Παύλος, επειδή έτσι αναφέρεται λανθασμένα στη Ρωσική διαθήκη.
2. ↑  Брати Зосими - Мої статті - Каталог статей - Персональный сайт. nyzhinhistory.ucoz.com. Процитовано 8 грудня 2023.
3. 1 2  Συνοπτική αναφορά στη ζωή και το έργο των αδελφών Ζωσιμαδών. Ζωσιμαία Σχολή, Γιάννινα, Ήπειρος (гр.). Процитовано 26 червня 2019. {{cite web}}: Проігноровано невідомий параметр |ημερομηνία= (довідка)[недоступне посилання з Φεβρουαρίου 2023]
4. ↑  ΔΕΡΤΙΛΗΣ, Γ.Β. (2005). ΙΣΤΟΡΙΑ ΤΟΥ ΕΛΛΗΝΙΚΟΥ ΚΡΑΤΟΥΣ (1830-1920). ΑΘΗΝΑ: ΕΣΤΙΑ. с. 273.
5. ↑  Благодійницька та видавничо-просвітницька діяльність братів Зосимів (закінчення). Музей рідкісноi книги Ніжинського держуніверситету. Архів оригіналу за 12 лютого 2013. Процитовано 3 лютого 2013.